# Moravská Dyje (přírodní památka)
Moravská Dyje je přírodní památka v okrese Jindřichův Hradec v Jihočeském kraji. Nachází se ve správních územích obcí Cizkrajov, Dačice, Peč, Písečné a Staré Hobzí. Předmětem ochrany je tok řeky Moravské Dyje s údolní nivou a výskytem vzácných a ohrožených druhů rostlin a živočichů. Ke kriticky nebo silně ohroženým druhům živočichů, kteří v přírodní památce žijí, patří rak říční, vydra říční, velevrub tupý nebo ryba hořavka duhová.

## Historie
Krajina v nivě Moravské Dyje dlouhodobě slouží k zemědělství a pozemky jsou využívány jako louky. Negativně se projevuje rybářství a rybníkářství, v jejichž důsledku do řeky pronikají nepůvodní druhy ryb.
Chráněné území vyhlásil Krajský úřad Jihočeského kraje v kategorii přírodní památka s účinností od 2. ledna 2014.

## Přírodní poměry
Přírodní památka s rozlohou 258,35 hektarů leží v nadmořské výšce 432–480 metrů ve správních územích obcí Cizkrajov, Dačice, Peč, Písečné a Staré Hobzí v Jihočeském kraji. Tvoří ji koryto Moravské Dyje s přilehlými pozemky v nivě a na údolních svazích mezi Dačicemi a státní hranicí s Rakouskem. Západně od Vnorovic se podél Vnorovického potoka nachází oddělený díl přírodní památky.

### Abiotické poměry
V geomorfologickém členění Česka přírodní památka leží v Křižanovské vrchovině na rozhraní podcelků Dačická kotlina a Brtnická vrchovina. Severní část území se nachází v Dačické kotlině, která západně od Starého Hobzí přechází do Brtnické vrchoviny a jejího okrsku Starohobzská vrchovina. Dačická kotlina i Starohobzská vrchovina jsou tvořené moldanubickými horninami. Zatímco na severu převažují žuly, ruly až migmatity, Starohobzská vrchovina je budována rulami, v nichž řeka vytvořila průlomové údolí. Na povrchu nivy se vyvinul především půdní typ fluvizem glejová, ale vyskytuje se v ní také glej fluvický.
Údolí Moravské Dyje v chráněném území je dlouhé asi patnáct kilometrů. Řečiště není upraveno regulací, takže řeka v nivě přirozeně meandruje. Rychlost proudění ovlivňují jezy. Zejména v blízkosti Dačic se negativně projevují nevyčištěné odpadní vody vypouštěné do řeky.
V rámci Quittovy klasifikace podnebí se přírodní památka nachází v mírně teplé oblastí MT9, pro kterou jsou typické průměrné teploty −3 až −4 °C v lednu a 17–18 °C v červenci. Roční úhrn srážek dosahuje 650–750 milimetrů, počet letních dnů je čtyřicet až padesát, počet mrazových dnů se pohybuje mezi 110 až 130 a sněhová pokrývka zde leží šedesát až osmdesát dnů v roce.

### Flóra
V chráněném území roste řada vzácných nebo ohrožených druhů rostlin. K předmětu ochrany patří v území místy hojně rostoucí kriticky ohrožená divizna ozdobná (Verbascum speciosum), vzácně také rozrazil vídeňský (Veronica vindobonensis) a šťovík koňský (Rumex hydrolapathum). Velmi vzácně se objevuje ohrožený kosatec sibiřský (Iris sibirica), sesel roční (Seseli annuum), sněženka podsněžník (Galanthus nivalis) nebo ocún jesenní (Colchicum autumnale). Na jižním okraji se v aluviálních loukách vyskytuje jarva žilnatá (Cnidium dubium). Na skalnatých stráních roztroušeně roste netřeskovec výběžkatý (Jovibarba globifera) a marunek barvířský (Cota tinctoria). V suchých trávnících lze nalézt strdivku sedmihradskou (Melica transsilvanica) a v nivních psárkových loukách žluťuchu lesklou (Thalictrum lucidum). Na jednom z xerotermních svahů nad železniční tratí se nachází porost hybridů třešně křovité (Prunus fruticosa x Prunus spinosa), ale rodičovský taxon nebyl na lokalitě potvrzen.

### Fauna
V přírodní památce nebyl před vyhlášením ochrany proveden inventarizační průzkum bezobratlých živočichů, a přehled vyskytujících se druhů byl sestaven na základě nahodilých nálezů z let 2003–2013. Podle nich na lokalitě žije hlubenka skrytá (Aphelocheirus aestivalis), klínatka obecná (Gomphus vulgatissimus), klínatka vidlitá (Onychogomphus forcipatus), velevrub nadmutý (Unio tumidus), velevrub tupý (Unio crassus), vodnář Elmis obscura, kozlíček vrbový (Lamia textor), tesařík pižmový (Aromia moschata), modrásek bělopásný (Aricia eumedon), okáč voňavkový (Brintesia circe), krasec lipový (Lamprodila rutilans), polník třezalkový (Agrilus hyperici), polník topolový (Agrilus ater) a rak říční (Astacus astacus).
Řeka je biotopem několika druhů vzácných ryb. V blízkosti hranice s Rakouskem v řece žije kriticky ohrožený hrouzek běloploutvý (Romanogobio albipinnatus) a poblíž Vnorovic byl zaznamenán ojedinělý nález podoustve říční  (Vimba vimba), která v povodí Dunaje patří ke kriticky ohroženým druhům. V několika úsecích žije nepočetná populace parmy obecné (Barbus barbus), ale hojně se vyskytuje ostroretka stěhovavá (Chondrostoma nasus), hořavka duhová (Rhodeus sericeus amarus) a ouklejka pruhovaná (Alburnoides bipunctatus).
Obojživelníky zastupuje početná a stabilní populace ropuchy obecné (Bufo bufo). Na třech stanovištích byly nalezeny stabilní populace čolka obecného (Lissotriton vulgaris), zatímco čolek velký (Triturus cristatus) se v území vyskytuje jen vzácně. Zjištěni byli také skokan hnědý (Rana temporaria), skokan štíhlý (Rana dalmatina) a rosnička zelená (Hyla arborea). Z plazů výslunné sušší polohy v okolí řeky vyhledává užovka hladká (Coronella austriaca) a vyskytuje se také ještěrka obecná (Lacerta agilis).
Součástí předmětu ochrany jsou čtyři druhy ptáků. Jejich hnízdění v chráněném území nebylo potvrzeno, ale vyskytují se v něm datel černý (Dryocopus martius), pravděpodobně hojně ledňáček říční (Alcedo atthis), strakapoud prostřední (Dendrocopos medius) a žluna šedá (Picus canus). Ze savců celé území využívá jako migrační koridor, potravní stanoviště a prostor k rozmnožování vydra říční (Lutra lutra).

## Ochrana přírody
Kromě vybraných druhů organismů jsou předmětem ochrany jednotlivá společenstva: mezofilní ovsíkové louky (nejvýše pět procent rozlohy), aluviální psárkové louky (asi šedesát procent), acidofilní suché trávníky (do deseti procent), suťové lesy (do pěti procent) a dubohabřiny (do pěti procent).

## Přístup
Podél východní hranice chráněného území mezi Dačicemi a Starým Hobzím vede zeleně značená turistická trasa, souběžně s níž je značena Vydří naučná stezka.